# Deutsche Waggon- und Maschinenfabrik

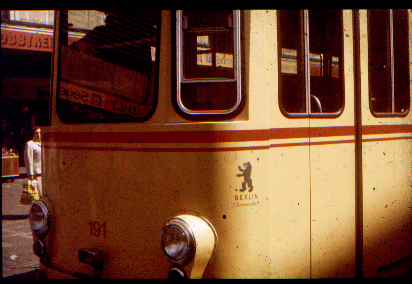
Berlinmärke för Deutsche Waggon- und Maschinenfabrik på spårvagn i Karlsruhe

Deutsche Waggon- und Maschinenfabrik GmbH (DWM) var en tysk tillverkare av rälsfordon i Berlin.
Fabrikanten Leopold Holtz från Karlsruhe var en av grundarna av patronfabriken Metallpatronenfabrik Lorenz, som 1896 blev Deutsche Waffen- und Munitionsfabrik AG (DWM). Företaget tillhörde sedan slutet av 1920-talet Quandt-gruppen. Det delades upp 1945, varefter fabriken i Berlin döptes om till Vereinigte Werkstätten Wittenau (VWW). Företaget inriktades på renovering och nybyggnad av rälsfordon och järnvägsutrustning och bytte 1952 namn till Deutsche Waggon- und Maschinenfabrik. 
På 1950-talet övertogs firma Kälte-Richter, som blev en avdelning för tillverkning av kompressorer und djupfrysningsutrustning.
Deutsche Waggon- und Maschinenfabrik, SEAG Waggonbau Dreis-Tiefenbach Rheinstahl Transporttechnik sammanslogs 1971 till Deutsche Waggon Union, som 1975 köpte Westwaggons boggietillverkning. ABB Henschel köpte företaget 1990. Som en följd av kartellmyndigheten Bundeskartellamts ställningstagande om marknadsdominans delades i samband med detta Waggon Unions verksamhet så att den nybyggda fabriken i Berlin-Wilhelmsruh i Pankow övertogs av Stadler Rail och att verksamheten i Netphen vid Siegen fortsatte inom ABB Henschel och senare Adtranz. Den tidigare fabriken vid Miraustrasse i Berlin lades ned. 
Företaget är idag, efter att under mellantiden också, efter att från 1995 tillhört Adtranz, Bombardier Transportations europeiska kompetenscentrum för rälsfordonsboggier i Siegen.

## Amphicar
Huvudartikel: Amphicar

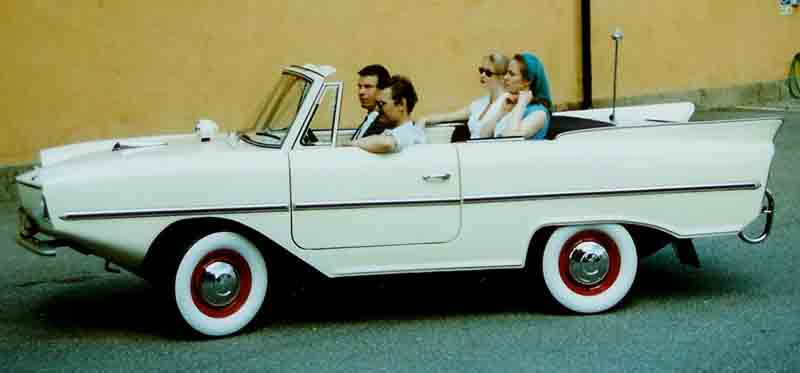
Amphicar Cabriolet 1963

Deutsche Waggon- und Maschinenfabrik tillhörde Quant-gruppen. Harald Quandt stödde bilkonstruktöreren Hans Trippel att vidareutveckla sin förkrigstida militära amfibiebilskonstruktion Volkswagen Schwimmwagen till en civil marknad efter andra världskriget. Amphicar är den enda serietillverkade amfibiebilen. Den tillverkades av Deutsche Waggon- und Maschinenfabrik i Berlin samt i Lübeck mellan 1961 och 1968 i uppemot 4.000 exemplar. Den slog aldrig på den europeiska marknaden, delvis på grund av ett högt pris, men exporterades med framgång till USA tills den amerikanska regeringen införde vissa säkerhetsregler som påverkade Amphicar negativt.